# Cardinal limite
Em matemática, os cardinais limites são certos números cardinais. Um número cardinal λ é um cardinal de limite fraco se λ não é um cardinal sucessor nem zero. Isso significa que não se pode "alcançar" λ de outro cardinal por operações sucessivas repetidas. Esses cardinais às vezes são chamados simplesmente de "cardenais limitados" quando o contexto é claro.
Um cardinal λ é um cardinal de limite forte se não puder ser alcançado por operações repetidas do conjunto de potência. Isso significa que λ é diferente de zero e, para todos κ < λ, 2κ < λ. Todo cardinal com limite forte também é um cardinal com limite fraco, porque κ+ ≤ 2κ para todo cardinal κ, onde κ+ denota o cardinal sucessor de κ.
O primeiro cardinal infinito, {\displaystyle \aleph _{0}} (Aleph-zero), é um cardinal de limite forte e, portanto, também é um cardinal de limite fraco.

## Construções
Uma maneira de construir cardinais de limite é através da operação de união: {\displaystyle \aleph _{\omega }} é um cardinal de limite fraco, definido como a união de todos os alephs antes dele; e em geral {\displaystyle \aleph _{\lambda }} para qualquer ordinal limite λé um cardinal de limite fraco.
A operação ב pode ser usada para obter cardinais de limite forte. Esta operação é um mapa de ordinais para cardinais definidos como
{\displaystyle \beth _{0}=\aleph _{0},}
{\displaystyle \beth _{\alpha +1}=2^{\beth _{\alpha }},} (o menor ordinal equipotente com o conjunto de potência)
Se λ é um ordinal limite, {\displaystyle \beth _{\lambda }=\bigcup \{\beth _{\alpha }:\alpha <\lambda \}.}
O cardinal
{\displaystyle \beth _{\omega }=\bigcup \{\beth _{0},\beth _{1},\beth _{2},\ldots \}=\bigcup _{n<\omega }\beth _{n}}
é um cardinal de limite forte de cofinalidade ω. Em geral, dado qualquer α ordinal, o cardinal
{\displaystyle \beth _{\alpha +\omega }=\bigcup _{n<\omega }\beth _{\alpha +n}}
é um cardinal de limite forte. Assim, existem cardinais de limite forte arbitrariamente grandes.